# Christian Held

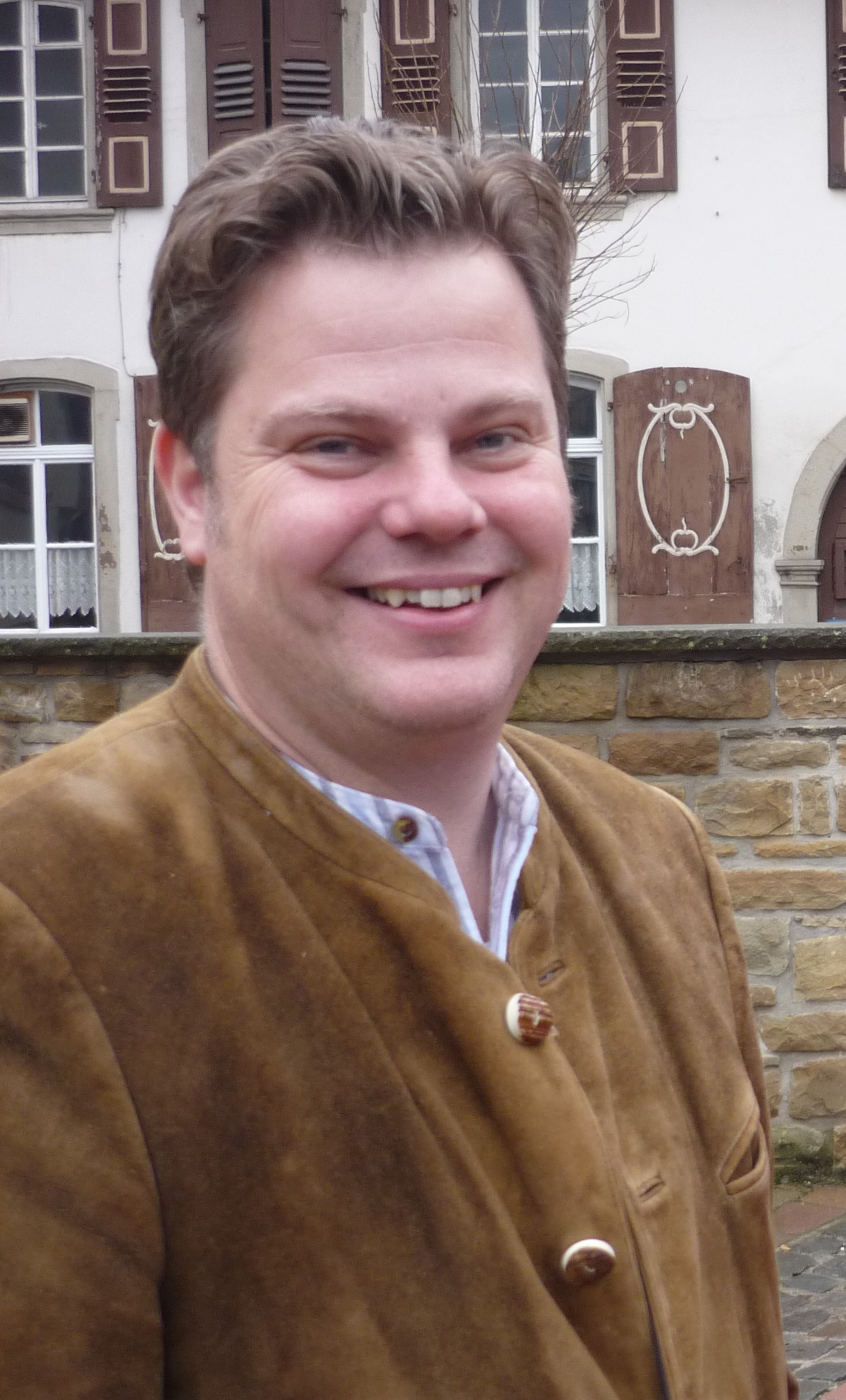
Christian Held, 2009

Christian Held (* 30. November 1961 in Meisenheim am Glan) ist ein deutscher Jurist mit Schwerpunkt im Energierecht. Er ist Namenspartner der Kanzlei Becker Büttner Held (BBH) mit Büro in Berlin und Honorarprofessor an der Technischen Hochschule Bingen für Energierecht und Energiepolitik.

## Leben
Held studierte nach dem Abitur am Paul-Schneider-Gymnasium in Meisenheim und seinem Zivildienst Rechtswissenschaften an der Philipps-Universität in Marburg an der Lahn. 1992 trat er als Rechtsanwalt in die neu gegründete Kanzlei Becker, Büttner & Partner ein, die seit 1997 als Becker Büttner Held firmiert. Seit 1993 ist Christian Held Partner der Kanzlei.
1992 übernahm Christian Held als persönlich haftender Gesellschafter die Geschäftsführung des Weinguts Disibodenberg in der Nähe von Odernheim an der Mündung des Glans in die Nahe. Er ist außerdem Gesellschafter und Geschäftsführer des Hotels Meisenheimer Hof und der Boos von Waldeckschen Hofbrennerei in Meisenheim am Glan. Zwischen 2005 und 2009 wurde der Boos von Waldecksche Hof von Christian Held denkmalgerecht saniert, wofür er den Bundespreis für Handwerk in der Denkmalpflege erhielt.
Christian Held ist verheiratet und lebt mit seiner Frau und seinen zwei Kindern in Berlin und Meisenheim.

## Tätigkeit
Im Rahmen der Struktur des BBH-Konzerns ist Christian Held Aufsichtsratsvorsitzender der invra Treuhand AG sowie der Becker Büttner Held Consulting AG. Er gehört einer Vielzahl an weiteren Gremien und Institutionen an.
Held ist Initiator und Vorsitzender der Associated European Energy Consultants (AEEC), einem Netzwerk von energierechtlich spezialisierten Kanzleien in Europa. Sie vereint jeweils führende Kanzleien aus den Ländern der Europäischen Union und darüber hinaus und hat Verflechtungen von den USA bis nach Kasachstan. Christian Held ist Mit-Initiator und stellvertretender Vorsitzender des Instituts für Klimaschutz, Energie und Mobilität e.V. (IKEM).
Weiterhin ist Christian Held Vizepräsident der GEODE.
An der Technischen Hochschule Bingen ist Christian Held seit dem Sommersemester 2013 als Lehrbeauftragter für Energierecht, Umweltrecht und Energiepolitik tätig. 2017 wurde er zum Honorarprofessor ernannt.

## Auszeichnungen
Im Ranking des Handelsblattes und des US-Verlags Best Lawyers wurde Christian Held als einer von „Deutschlands besten Anwälten“ 2015 und 2016 im Energierecht ausgezeichnet. Im Kanzleihandbuch Legal 500 Deutschland (2016–2019 und 2021–2023) wird er im Bereich Regulierungsrecht/Energiesektor hervorgehoben. Zudem führt ihn Who's Who Legal Energy (2018) als „führenden Experten“ und Who's Who Legal Germany (2018, 2020 und 2022) hebt ihn im Bereich Energie hervor. Chambers Europe Germany (2016–2020) empfiehlt ihn im Bereich Energie/Regulierung.
Christian Held ist Träger des Siegels der Stadt Meisenheim in Anerkennung seiner großen Verdienste um die Belange der Bürger der Stadt Meisenheim.

## Veröffentlichungen
- mit Christian Theobald und Jürgen Kühling (Hrsg.): Schriftenreihe Energie- und Infrastrukturrecht, C. H. Beck-Verlag, München 2002 ff.
- mit Hans-Joachim Reck, Christian Theobald et al. (Hrsg.): InfrastrukturRecht. Energie, Verkehr, Abfall, Wasser (IR), C. H. Beck-Verlag, München 2004 ff., ISSN 1612-7803.
- mit Cornelius Wiesner: Energierecht und Energiewirklichkeit – Ein Handbuch für Ausbildung und Praxis nicht nur für Juristen, Energie & Management, Herrsching 2015, ISBN 978-3-933283-55-9.
- mit Peter Becker, Martin Riedel und Christian Theobald (Hrsg.): Energiewirtschaft im Aufbruch. Analysen, Szenarien, Strategien. Festschrift für Wolf Büttner, Deutscher Wirtschaftsdienst, Köln 2001, ISBN 3-87156-331-5.